# Heidi Pechstein
Heidi Pechstein (* 4. Juli 1944 in Leipzig) ist eine ehemalige deutsche Schwimmerin, welche für die DDR an den Start ging.

## Werdegang
Bei den Olympischen Spielen 1960 in Rom startete sie für die gesamtdeutsche Mannschaft und gewann mit der 4-mal-100-Meter-Freistilstaffel die Bronzemedaille. 1962 konnte sie dann bei den Europameisterschaften in Leipzig den Titel über 100 Meter Freistil und mit der 4-mal-100-Meter-Lagenstaffel erringen. Bei den Olympischen Spielen 1964 in Tokio blieb sie medaillenlos. Sie war von 1959 bis 1961 und dann noch einmal 1967 mit der Staffel des SC DHfK Leipzig DDR-Meisterin in der 4-mal-100-Meter-Freistilstaffel. 1961 und 1964 gewann sie den DDR-Titel über 100 Meter Freistil; daneben gewann sie auch Titel über 200 Meter (1961 und 1967), 400 Meter (1967) und 800 Meter Freistil (1967).
1962 wurde sie mit der Lagenstaffel (Ingrid Schmidt, Barbara Göbel, Ute Noack und Heidi Pechstein) bei der Wahl zum Sportler des Jahres in der DDR zur Mannschaft des Jahres gewählt. Im selben Jahr erhielt sie den Vaterländischen Verdienstorden in Silber.